# William Livingston Alden

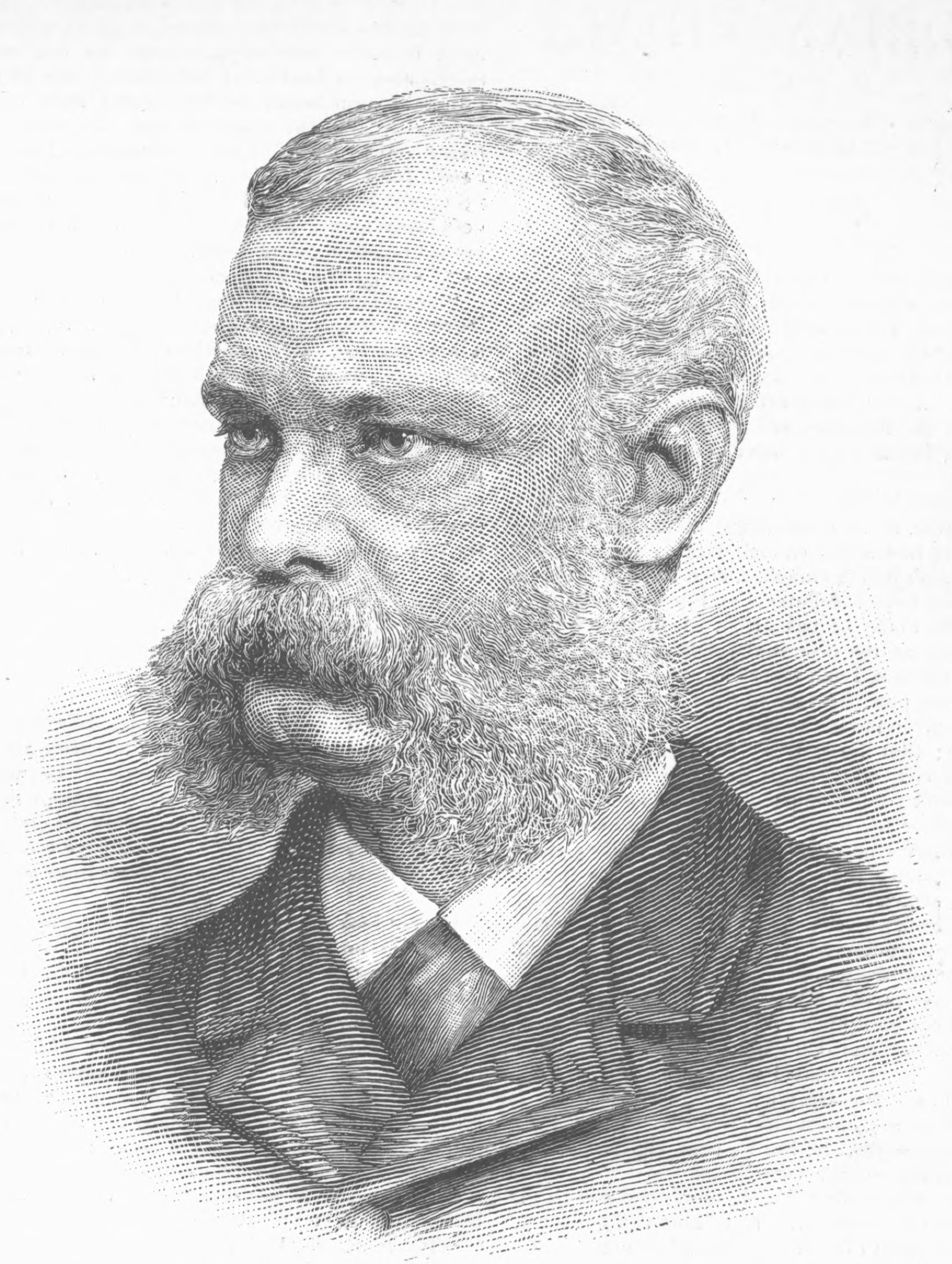
William Livingston Alden (1885)

William Livingston Alden manchmal auch William Livingstone Alden (* 9. Oktober 1837 in Williamstown, Massachusetts; † 14. Januar 1908 in Buffalo, New York) war ein US-amerikanischer Journalist, Schriftsteller und Theosoph.
Alden war Journalist bei der New York Times. Als Schriftsteller verfasste er vor allem Fantasy- und Science-Fiction-Romane. Daneben schrieb er regelmäßig Kurzgeschichten für mehrere Zeitschriften z. B. Pall Mall Magazine, The Idler oder Harper’s Magazine.
Am 8. Juni 1865 heiratete er in Canonsburg Agnes Margaret McClure (1843–1913). Aus der Ehe gingen zwei Kinder hervor, William Livingston Alden Jr. (1866–1946) und Violetta Mary Isabella Alden (* 1870). Nach 1885 lebte er eine Zeit lang in Italien und England.
Er war Mitbegründer und Mitglied der Theosophischen Gesellschaft (TG). Am 7. September 1875 war Alden bei einem Vortrag von George Henry Felt in der Wohnung von Helena Petrovna Blavatsky in New York anwesend. Bei der nachfolgenden Diskussion kam erstmals der Gedanke zur Gründung der TG auf. Am nächsten Tag, dem 8. September, war er Mitunterzeichner der Gründungsurkunde für die TG. 1881 verließ er die Gesellschaft, nachdem er sich wegen seiner Mitgliedschaft öffentlicher Kritik ausgesetzt sah. Später leugnete er seine Zugehörigkeit zur TG.

## Werke (Auswahl)
- The coming girl. G. W. Carleton & co., New York 1884
- The moral pirates. Harper & brothers, New York 1908
- A new Robinson Crusoe. Harper & brothers, New York 1888
- The adventures of Jimmy Brown, written by himself and edited by W. L. Alden. Harper & brothers, New York 1885
- The loss of the Swansea, a story of the Florida coast. Lothrop Pub. Co., Boston 1889